# Cherie (Raf)
Cherie è un singolo del cantante italiano Raf, pubblicato il 24 giugno 2022.

## Descrizione
Sul significato del brano musicale, l'artista ha spiegato come questo voglia essere una forma di evasione dai momenti difficili del periodo storico che stiamo vivendo:

## Video musicale
Il videoclip, diretto da Lorenzo Corvaglia e Riccardo Pantaneschi e prodotto da Gabriella Labate, moglie dell'artista, con la collaborazione dei figli di Raf alla regia e alla fotografia, è stato pubblicato in concomitanza del lancio del singolo sul canale YouTube della Warner Music Italy. In merito alla collaborazione della famiglia al video, Raf ha spiegato:

## Tracce
Testi di Raffaele Riefoli, musiche di Luca Tarantino e Valerio Bruno.
1. Cherie – 3:42